# Биполярно разстройство
Биполярното афективно разстройство (понякога наричано с остарялото си име манийно-депресивна психоза или циклофрения) е заболяване от групата на т.нар. афективни разстройства и е класифицирано като психично заболяване, психично отклонение, което се характеризира най-вече с промяна в настроенията. Епизоди на депресия и меланхолия са последвани от периоди на еуфория. Именно това състояние психиатрите наричат мания. Тези епизоди са циклични, но между тях може да има периоди от време без никакви признаци на заболяването.
Някои научни изследвания посочват примери за висока корелация между това психично отклонение и творческото съзидание, таланта, дори гениалността на отделни индивиди. Хората, които са считани за биполярни, обикновено се занимават с изкуство и като цяло са много по-дръзки, смели, общителни и приказливи.

## Клинична картина
Основните симптоми са силно повишеното настроение, двигателна активност и мегаломанните идеи. Повишеното настроение варира до еуфория, но някои болни са гневни и раздразнителни. Мисленето е ускорено, а речта — бърза. Самокритичността е винаги снижена с отхвърляне на необходимостта от лечение.
Симптомите на това състояние могат да започнат да се проявяват в много ранна възраст. Броят на фазите, които са възможни, е непредсказуем. Биполярното разстройство може да се ограничи до една фаза за цял живот – мания, хипомания и депресия, може да се прояви само маниакалната, хипоманиакалната или депресивната фаза (понякога в обратен ред) или е възможно да протекат и трите едновременно. Продължителността на фазите се колебае между няколко седмици и 2 години (средно 6 – 7 месеца), а „светлите“ промеждутъци (наричани интермисии, интерфази) между фазите траят от 5 до 7 години, но е възможно и съвсем да отсъстват.. Среща се по-рядко при мъжете, отколкото при жените (общо взето седем мъже на десет жени).

## Диагноза
Не съществуват лабораторни тестове за обективна диагностика. Съществуват обаче скали за оценка на тежестта на заболяването, осланяйки се на основни изменения в личността на болния, въз основа на наблюдения на близките, приятелите и самия душевно болен. Психиатрите се осланят основно на наблюдения в поведението и настроението на пациента, както и на семейната история на заболявания. Мания се диагностицира при поне едноседмичен период на приповдигнато или раздразнително настроение и най-малко три от следните симптоми:
- Повишена двигателна активност.
- Речев напор.
- Субективно ускорен мисловен поток.
- Повишена самооценка или грандиозни идеи.
- Намалена потребност от сън.
- Абнормна отвлекаемост.
- Беззадръжно поведение.

## Причини
Доказано е, че хора с циклотимни и депресивни личностови черти са с по-голям риск за биполярно разстройство. Въпреки това, причините за това състояние все още не са изяснени. Съществуват няколко теории, но нито една от тях не е потвърдена с достатъчна научна достоверност. Съществува теория, че болестта е генетично обусловена. Въпреки опитите и задълбочените анализи обаче, нито едно психично заболяване не може да се свърже с определен ген. Съществува генетична предразположеност, защото статистиката сочи, че докато биполярното разстройство засяга около 1% от населението, неговата честота в някои семейства варира между 9% и 18%. Заболеваемостта е около 10 на 100 000 за мъжете и 15 на 100 000 за жените, което означава, че в град от 250 000 души ще има по около 30 нови случая всяка година. Втората теория е доста непопулярна в психологията и психиатрията и свързва биполярното разстройство с начина на хранене и някои видове диети. Трета популярна теория го обяснява с нарушение на ендокринния баланс и на водно-електролитния обмен.

## Лечение
Практически за заболяването няма ефективно лечение, то продължава до живот. Възможно е обаче потискане на симптомите и предпазване от епизоди с помощта на фармакологични и психотерапевтични средства. Използват се антидепресанти, валпроати, невролептици (халоперидол, хлорпромазин, оланзапин и други). Литиев карбонат се използва за разреждане на пристъпите и за смекчаване на интензитета им. Средство на избор при някои тежки случаи е електроконвулсивната терапия (забранена в някои страни), която може да даде резултат при медикаментозна резистентност.
Използването на антидепресанти е предмет на усилени дебати и разногласия. При някои случаи самите медикаменти предизвикват симптомите на болестта, а в други случаи пациентите имат мисли за самоубийство. Самите стабилизатори на настроението също имат доста ограничено действие и ефективност.

## Диференциална диагноза
Манийният синдром не винаги означава биполярно разстройство. Може да е причинен от шизофрения, някои медикаменти (стероиди, симпатикомиметици и други), метаболитни нарушения – например бъбречна недостатъчност или тиреотоксикоза, както и да е следствие от тумори в мозъка или енцефалит.

## Противоречия
Сред най-активните химични агенти, които водят до болестна картина, сходна с тази на биполярното разстройство, са наркотиците от групата на кокаина и амфетамините. Те обаче трябва да се употребяват дълго време, за да доведат до манийно-депресивни епизоди, като значително по-съществени в клиничната практика са тревожно-параноидните им ефекти. В последно време се водят разгорещени спорове по отношение на много аспекти на това заболяване. Все повече специалисти в областта се съгласяват, че в много от сегашните случаи се касае за грешна или изопачена диагноза. Изказва се мнение, че това, което изглежда като биполярно разстойство, може всъщност да се дължи на нездравословна диета или различни културни и етнически различия, което се приема много скептично сред научните среди. Понякога в ранна детска възраст е почти невъзможно да се направи разлика между буен характер и заболяване. Диагнозата е затруднена и в случаите, когато се касае за малтретирани или недохранени деца..